# لبنس‌راوم

طرح آدولف هیتلر برای فتح اروپا و آسیا در نقشه‌های کشف شده در حمله به مقر نازی‌ها.

سیاست لبنسراوم در شرق (به آلمانی: Lebensraum im Osten) (لبنسراوم به معنی لغوی «فضای حیاتی» یا «زیستگاه» است، اما اشاره به زمین و مواد اولیه دارد). یکی از ایده‌های سیاسی اصلی آدولف هیتلر، و بخش مهمی از ایدئولوژی نازیها بود. این ایده در خدمت سیاست‌های گسترش طلبانه آلمان نازی و با هدف ارائه فضای اضافی برای رشد جمعیت آلمان (در سال ۱۹۳۹ آلمان با الحاق اتریش و سودِتِنْلَند در مجموع بیش از ۷۹٫۳ میلیون جمعیت داشت) مورد استفاده قرار می‌گرفت. هیتلر در کتاب نبرد من، باور خود را مبنی بر اینکه مردم آلمان نیاز به لبنسراوم (زمین و مواد اولیه) دارند و اینکه باید آن را از شرق(اروپای شرقی) تأمین کنند را به تفصیل بیان می‌کند.